# بونيت إيسار
بونيت إيسار هو كاتب سيناريو ومخرج وممثل هندي، ولد في 12 سبتمبر 1958 في الهند.

## أعمال

### أفلام
- (2006) كريش[4]

## وصلات خارجية
- بونيت إيسار على موقع IMDb (الإنجليزية)
- بونيت إيسار على موقع ألو سيني (الفرنسية)
- بونيت إيسار على موقع أول موفي (الإنجليزية)
- بونيت إيسار على موقع قاعدة بيانات الفيلم (الإنجليزية)
- بونيت إيسار على موقع كينوبويسك (الروسية)